# 馬哈茂德·賈姆
馬哈茂德·賈姆（波斯語：محمود جم、英語：Mahmoud Djam，1880年－1969年）在1935年至1939年擔任伊朗總理。
他在大不里士出生，起初作為法語翻譯進入政壇，逐漸攀登到總理一職。
在他任職總理期間，波斯走廊開始啟用，王儲穆罕默德·禮薩·巴列維在1939年迎娶法齊婭·福亞德王妃。
阿里-阿克巴爾·達瓦爾（Ali Akbar Davar）曾經在他的政府裡工作。
他在德黑蘭逝世，享年90歲。

## 註腳
1. 1 2  Ghani & Ghanī 2001，第201頁